# Bradley August
Bradley August (Cidade do Cabo, 24 de setembro de 1978) é um ex-futebolista profissional sul-africano que atuava como meia ou atacante.

## Carreira
Bradley August representou o elenco da Seleção Sul-Africana de Futebol no Campeonato Africano das Nações de 2002.